# Kleinwalsertal
Kleinwalsertal er en dal beliggende i Alperne, og hører til den Østrigske delstat i Vorarlberg. På grund af den geografiske placering er der er ingen direkte transportforbindelser til resten af Vorarlberg, og dermed Østrig. Dalen kan kun nås fra Oberstdorf i Bayern. Det gjorde, at tyskere indtil Østrig tiltrådte EU, kunne handle toldfrit i området. Den dag i dag har byerne i Kleinwalsertal både østrigske og tyske postnumre.
Åen Breitach har sit udspring i denne dal.

## Geografi
Dalen ligger i omkring 1.000 meters højde i Allgäuer Alperne og er omgivet af bjergene Große Widderstein (2.533 m), Elferkopf (2.387 m), Hohe Ifen (2.230 m), Kanzelwand (2.058 m), Fellhorn (2.038 m) og Walmendinger Horn (1.990 m).
Kleinwalsertal er identisk med kommunen Mittelberg og består af byerne Hirschegg, Mittelberg og Riezlern. Der er omkring 5.000 indbyggere i dalen/kommunen .

## Erhverv

### Turisme
Dalen er Østrigs tredjestørste turistdestination. Allerede i 1960 nåede antallet af overnatninger for første gang en million. I regnskabsåret 2001/02 var der i alt 1.678.180 overnatninger fordelt på en kapacitet på cirka 12.000 senge.
Om sommeren byder området på rige muligheder for vandring også henover landegrænsen. Udvalget af lette vandrestier (for familier med små børn samt for seniorer) og moderat svære vandreruter er stort og er godt afmærkede.
Forholdene for bjergbestigning er blandt de bedste i Alperne på Hohen Ifen og på Bärenköpfle. Hensynet til dalens vildt vægtes dog højere end turistmæssige hensyn, og derfor er der stærke begrænsninger og forbud mod at gøre det.

#### Vintersport
Betydningen af turismen afspejles også i vintersport-infrastrukturen. Dalen råder over 36 lifte og 2 svævebaner. Den første lift, Kanzelwand Gondol, blev opført 1955 i Riezlern. I 1989 blev den renoveret og skientusiaster transporteres op i 1.957 m over havets overflade. Skiområdet Kanzelwand/Fellhorn byder på 25 km skipiste .
Mittelberg har en svævebane der er opført i 1966 og bringer besøgene op i 1.951 m over havets overflade. Skiområdet er cirka 10 km stort, og er snarere til øvede skifolk.
Hoher Ifen består af 2 lifte og en svævebane og har cirka 20 km piste. Derudover findes der en del små lifte i dalen, som betyder, at Kleinwalsertal kan tilbyde omkring 56 kilometer piste, som kan kombineres med 76 km piste på tysk side. Derudover findes der cirka 50 km stier til vintervandring.

## Eksterne links
- http://www.kleinwalsertal.de/
- http://www.statistik.at/wcm/idc/idcplg?IdcService=GET_PDF_FILE&RevisionSelectionMethod=LatestReleased&dDocName=103419
- https://www.youtube.com/watch?v=S-vgJIm8h6I
- https://www.kleinwalsertal.com/de/kleinwalsertal/infrastruktur-a-z/skischulen-a-z Arkiveret 30. oktober 2016 hos  Wayback Machine

47°20′34″N 10°10′03″Ø / 47.3428°N 10.1675°Ø